# Парламентские выборы в Лаосе (1947)
Парламентские выборы 1947 года в Лаосе проходили после принятия первой конституции страны и были первыми парламентскими выборами в её истории. Выборы состоялись 24 августа и проходили на основе временных избирательных правил, на беспартийной основе..
Первое Национальное собрание (парламент) Лаоса насчитывало 39 депутатов и проработало до 1951 года. Во время его легислатуры, в 1949 году, Королевство Лаос было признано Францией де-юре независимой страной, однако фактически Франция оставляла в своих руках все рычаги контроля над Лаосом.